# Svarttjärnen (Töcksmarks socken, Värmland, 661112-127096)
Svarttjärnen är en sjö i Årjängs kommun i Värmland och ingår i Göta älvs huvudavrinningsområde.